# Nikusiyar
Mirza Muhammad Nikusiyar , còn được gọi là Timur II là người tuyên bố lên ngôi của Ấn Độ. Ông từng ở tù từ năm 1681 đến năm 1719 và khởi xướng cuộc chiến tranh giành ngai vàng vào năm 1719. Ông là con trai của phiến quân Muhammad Akbar,  cháu nội của Aurangzeb và được nuôi dưỡng trong một hậu cung ở Agra .
Năm 1695, ông được bổ nhiệm làm cận thần của Assam cho đến năm 1701. Năm 1702, Hoàng tử bổ nhiệm Subehdar của Sindh bởi Aurangzeb, ông phục vụ cho đến năm 1707.